# 1,1-双(对氯苯基)-2,2-二氯乙烯
1,1-双(对氯苯基)-2,2-二氯乙烯（DDE，滴滴伊）是滴滴涕（DDT）消除氯化氢后形成的化合物，是DDT的主要代谢产物之一。由于具有亲脂性，因此能储存于脂肪组织中并具有积累作用。有研究显示DDE是一种内分泌干扰物和弱的抗雄激素。

DDT消去一个HCl生成DDE